# Гай Сцедий Ната Пинариан
Гай Сцедий Ната Пинариан (на латински: Gaius Scoedius Natta Pinarianus) e сенатор на Римската империя през 1 век.
През юли-август 81 г. е суфектконсул заедно с Тит Тетиен Серен